# Josée Gloden
Josephine (Josée) Gloden (Contern, 5 augustus 1914 – Luxemburg-Stad, 17 januari 1998) was een Luxemburgs kunstschilder.

## Leven en werk
Josée Gloden was een dochter van akkerbouwer Nicolas Gloden en Catherine Fohl. Ze kreeg schilderles van Carin Meyers.
Gloden schilderde vooral bloemen en landschappen in aquarel. Ze was lid van de kunstenaarsvereniging Cercle Artistique de Luxembourg, waar ze van 1952 tot 1960 deelnam aan de jaarlijkse salons. Solo exposeerde ze onder andere in het auditorium in Aarlen (1955), het stadhuis van Ettelbruck (1956), in Galerie Bradtké (1963, 1968, 1970) en Galerie Wierschem (1975, 1980). In 1966 vertegenwoordigde ze Luxemburg op de Salon européen des femmes-peintres in Nancy, samen met Triny Beckius, Georgette Beljon, Monique Brackel, Solange Frégnac, Thérèse Frégnac, Nina Grach-Jascinsky, Marie-Ange Heiden, Christiane Heinen, Huguette Heldenstein, Erny Heuertz, Loulou Heuertz, Valérie Kuborn, Ger Maas, Hélène Meer, Marie-Jeanne Molitor, Irène Nadler, Vanna Solofrizzo, Germaine Spiesse en Lily Unden.
Josée Gloden overleed op 83-jarige leeftijd.

## Onderscheidingen
- 1955 Erediploma op de Salon International, Parijs
- 1962 Gouden medaille van de stad Parijs

- Musée national d'archéologie, d'histoire et d'art: lkl004129